# Кільмезь (село)
Кільме́зь (рос. Кильмезь) — село (в минулому селище міського типу) у складі Сюмсинського району Удмуртії, Росія.

## Населення
Населення — 2585 осіб (2010; 3141 в 2002).
Національний склад (2002):
- росіяни — 68 %

## Історія
Село виникло у зв'язку з будівництвом залізниці з Уви та відкриттям на Жарінській пристані лісоперевалочної біржі. 16 березня 1942 року начальником будівництва біржі назначається Йолкін В. П., колишній керівник Кільмезького лісопромислового комплексу. Житло та виробничі будівлі переводяться сюди з Балминського лісопункту. Одночасно проводиться розчистка території та перевезення обладнання. У кінці квітня сюди з Уви прибув загін 509-го особливого будівельного батальйону, сформованого із 105 знятих з фронту військових і більшість з них були німці. Рудольф Белон згадував пізніше:
|  | «Усіх німців в той час назначали до трудармії. На Уві трудармію не можна було порівняти ні з чим іншим, окрім як з колонією - всі обідрані, вдягтись не було в що... У квітні 1942 цю трудармію закрили, усіх розкидали по ліспромгоспах. Я потрапив до Кільмезю, де стояли барак, контора, кінний двір. Працювали ми цілий день на самих важких роботах, бувало, не можеш, але мовчиш. Усі пообносились, ходили як жебраки. Усі ми були в спецкомендатурі. За межі біржі виїжджати не можна було, якщо до Іжевська їдеш, то обов'язково супроводжували. Часто приїжджали з НКВС, поговорять з тобою, а потім розписку візьмуть, що мовчати будеш, про що говорили, а то на десять років посадять. Посадити людину туди було просто. Пам'ятаю, в 1943 році 800 осіб колоністів пригнали - це були ті, які пішли з ФЗО, запізнились на завод з якихось причин - їм десять років давали. Були тут і грабіжники. Вони не працювали, вважали себе вище цього. За зв'язок з колоністами термін давали, але ми не дуже й чіпали їх. Втечі були. Їх ловили, по-звірському били, собак на них спускали...» «Всех немцев в то время определяли в трудармии. На Уве трудармию нельзя было сравнить ни с чем иным, кроме как с колонией - все оборванные, одеться не во что... В апреле 1942 года эту трудармию закрыли, всех раскидали по леспромхозам. Я попал в Кильмезь, где стояли барак, контора, конный двор. Работали мы сутками на самых трудоёмких работах, бывало, не можешь, а молчишь. Все пообносились, ходили как нищие. Все мы были в спецкомендатуре. За пределы биржи выезжать нельзя было, если в Ижевск едешь, то обязательно сопровождали. Часто приезжали из НКВД, поговорят с тобой, а потом расписку возьмут, что молчать будешь, о чём говорили, не то на десять лет посадят. Посадить человека тогда было просто. Помню, в 1943 году 800 человек колонистов пригнали - это были те, которые ушли с ФЗО, опоздали на завод по каким-либо причинам - им десять лет давали. Были здесь и воры. Они не работали, считали себя выше этого. За связь с колонистами срок давали, но мы больно-то и не касались их. Побеги были. Их ловили, по-зверски избивали, собак на них пускали...» |

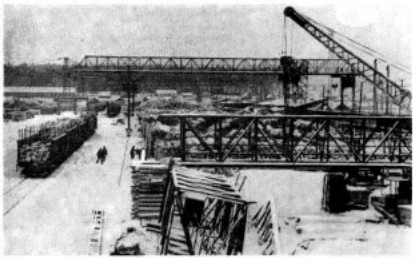
Сюрецький ліспромгосп (1968)

Селище від самого заснування називалось Площадка № 4, але пізніше перейменовано на честь річки Кільмезь, на якій стояло. 1943 року були збудовані перші будинки, тоді ж сюди прибув і перший вантажний поїзд. Пасажирське сполучення було відкрите лише 1948 року, після закриття колонії. Тоді у селищі нараховувалось 300 будинків. 1947 року було збудовано школу, 1951 року вона переїхала до нової будівлі. У травні 1949 року відкрили клуб, 1958 року сюди перевезли більший клуб із Сюрека. 1958 року Кільмезь отримав статус селища міського типу. 1953 року сюди із Сюрека був переведений Сюрецький ліспромгосп, а назва збереглась. На початку 1950-их років будуються перші механізовані потоки нижнього складу. У жовтні 1965 року закінчилось об'єднання Кільмезької та Пумсинської вузькоколійних залізниць, а на кінець року до останньої приєднали ще й Віняшур-Біїнську. Того ж року почались роботи з будівництва мосту через річку Кільмезь, збудували дорогу до Сибірського тракту. Названа вона була Ліхачовським трактом, за прізвищем директора ліспромгоспу Ліхачова О. О. У жовтні 1966 року Сюмсинський ліспромгосп був об'єднаний із Сюрецьким, і він стає найбільшим в Удмуртії. Однак вирубка лісу призвела до значного зменшення площі лісів. Северьянов І. Ф., ветеран праці, так згадує ті часи:
|  | «За 50 років ліспромгоспом вирубано та відправлено лісу біля 20 млн м3. Ми вирубали багато планового та понадпланового лісу, більшу частину відправили далеко за межі району та країни... Як наслідок лишились без якісного колись хвойного лісу не лише на своїй сировинній базі, але вирубали вже значну частину на місцевій базі, призначеній для місцевих жителів. В результаті молевого сплаву по Кільмезі і її притокам колись красиві повноводні, багаті на рибу річки засмічені залишеною деревиною, кинутими такелажами, усілякою арматурою, залишками жител та будівель по берегам... Природа та місцеві жителі пограбовані та принижені, залишені на одинці з наданим злом...» «За 50 лет леспромхозом вырублено и отправлено леса около 20 млн кубометров. Мы вырубили много планового и сверхпланового леса, большую часть отправили далеко за пределы района и страны... В итоге остались без качественного когда-то хвойного леса не только на своей лесосырьевой базе, но вырубили уже значительную часть в местной базе, предназначенной для местных жителей. В результате молевого сплава по Кильмези и её притокам когда-то красивые полноводные, богатые рыбой реки загажены оставленной древесиной, брошенным такелажем, всякой арматурой, остатками жилищ и построек по берегам... Природа и местные жители ограблены и унижены, оставлены наедине с причинённым злом...» |

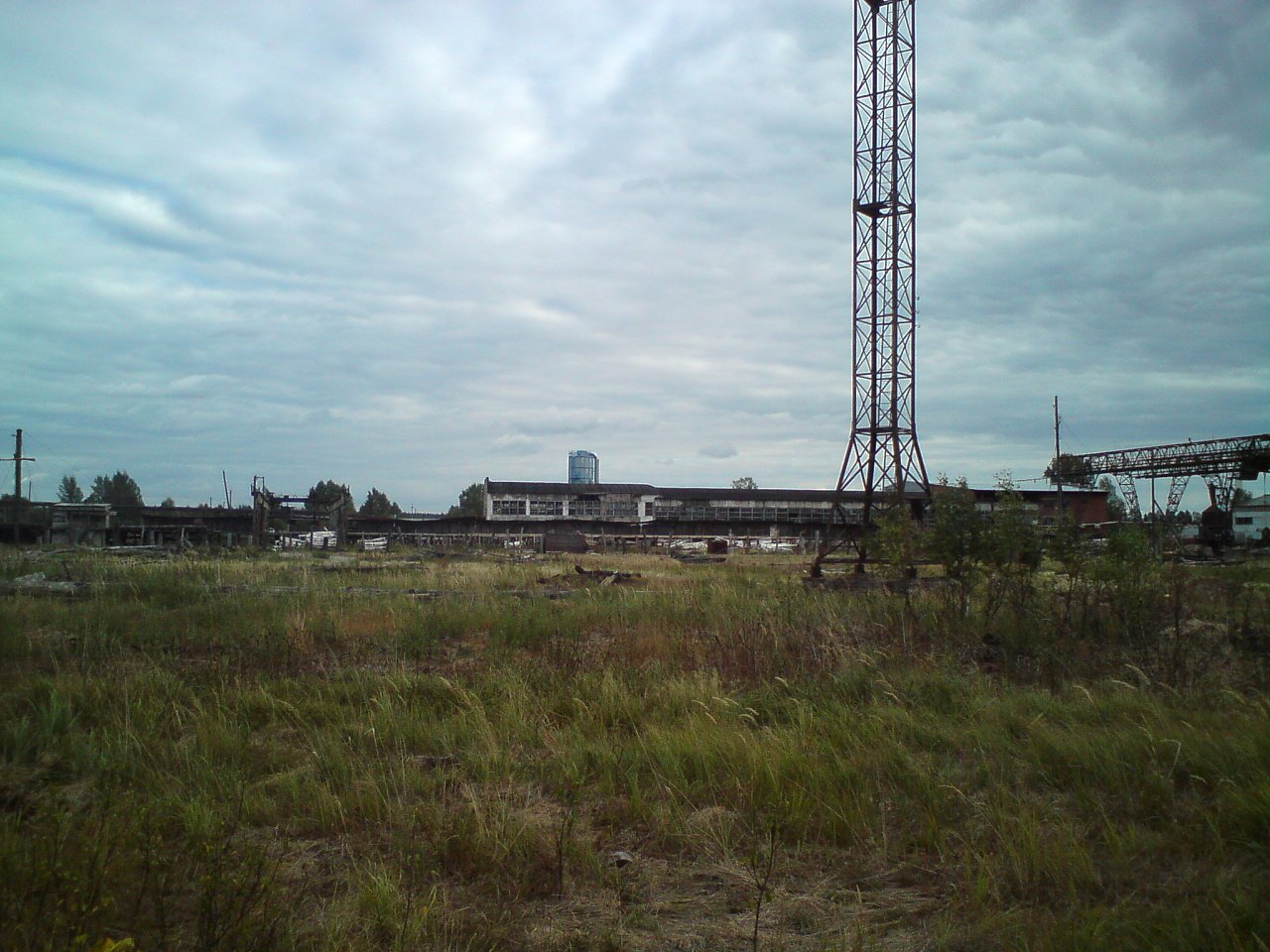
Сюрецький ліспромгосп (2010)

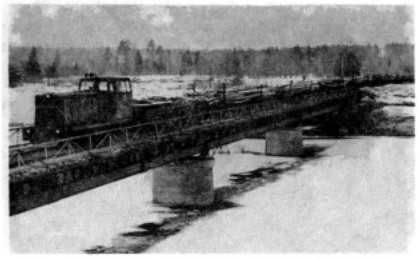
Міст через Кільмезь (1976)

Тому підприємство займалось не лише вирубкою, а й почало відновлювати ліс. До нього деревина сплавом доставлявся із Ігринського, Новозятцинського, Селтинського та Сюмсинського ліспромгоспів. Однак після розрахунків щодо економії від сплаву відмовились і перейшли до вивезення лісу залізницями. На Сюрецькому ліспромгоспі була також розроблена нова технологія лісосічних робіт, яка отримала назву удмуртського методу вузьких стрічок. Вона значно підвищувала культуру лісосічних робіт, продуктивність праці та зменшувала засміченість лісу. За це ліспромгосп був нагороджений Дипломом ІІ ступеня, а 8 працівників срібними та бронзовими медалями ВДНГ СРСР. У 1970-1980-ті роки селище розбудовується, вулиці асфальтуються, будуються нові виробничі та соціально-культурні об'єкти. 1975 року був збудований 109-метровий залізничний міст, завдяки якому Кільмезька вузькоколійна залізниця була зв'язана безпосередньо із селищем. З розпадом СРСР почався стрімкий занепад ліспромгоспу. 1998 року була закрита Кільмезька вузькоколійна залізниця, 2001 року селища втратило статус міського поселення і стало селом.

## Урбаноніми[4]
- вулиці — 60 років Жовтня, Біржова, Гагаріна, Герцена, Жовтнева, Зарічна, Кільмезька, Ключова, Леніна, Лісова, Ломоносова, Лучна, Маяковського, Набережна, Одеська, Партизанська, Перемоги, Пушкінська, Радянська, річкова, Селищна, Станційна, Стахановська, Транспортна